# El chucho Barbós y la increíble carrera
Pios Barbós i neobychni kross (en ruso: Пёс Барбос и необычный кросс, El chucho Barbós y la increíble carrera) es un cortometraje cómico Unión Soviética de 1961 del estudio de cine Mosfilm dirigida por el director Leonid Gaidái y producido por Mosfilm. Estuvo incluida en la antología cómica Sovershenno seriozno. Es la primera obra sobre el trío de ladrones Trus, Balbes i Bivali. La película estuvo nominada a la Palma de Oro del festival de Cannes de 1961 al mejor cortometraje.
Es una adaptación del folletín del poeta y humorista ucraniano Stepán Oléinik. El compositor de la música del film fue Nikita Bogoslovski.

## Rodaje
La película se rodó en los alrededores de Sneguirí, en el raión de Istra del óblast de Moscú de la Unión Soviética, en las pintorescas orillas del río Istra. Las escenas de la explosión de dinamita y el árbol ardiendo fueron filmadas junto a la dacha de Iván Kozlovski, en el territorio de la asociación hortícula Masterá iskustv en Zhevnevo. El material filmado daba para media hora de película, pero el director lo redujo a diez minutos, probando una serie de técnicas que luego aplicaría en Samogónschiki. Yuri Nikulin llevó pegadas unas enormes pestañas que enfatizaban la expresión alelada de su personaje.

## Argumento
Los tres ladrones Trus, Balbés y Byvaly se dirigen al río en un día con tiempo agradable. Por el camino encuentran a un perro que les sigue y juega con ellos yendo a buscar un palo que le tiran en repetidas ocasiones. Encuentran a un grupo de pescadores y se mofan de ellos. La intención del trío es la de pescar lanzando al río un cartucho de dinamita con una mecha encendida, atado a un palo. Tras disimular ante el paso de la militsia, arrojan el cartucho y esperan refugiados a que explote. Pero el cartucho no explota, se asoman y observan pasmados como el perro que habían conocido por el camino ha entrado nadando en el agua y ha recogido el palo, tras lo que regresa hacia ellos. Comienza aquí una increíble persecución por el bosque. El trío trata de huir del perro, que se mantiene siempre detrás de ellos en su afán de devolverles el palo. En un momento, agotados por la carrera, deciden subirse a un árbol, a cuyos pies el perro Barbós deposita la carga de dinamita y corre a esconderse. La dinamita estalla y deja maltrechos al trío de maleantes. Barbós aúlla contento y Trus, Balbés y Byvaly se marchan del bosque sin haber conseguido su delictivo objetivo y escarmentados por el perro, guardián del bosque.

## Reparto
- Gueorgui Vitsin, Trus
- Yevgueni Morgunov, Bivali
- Yuri Nikulin, Balbes
- El perro Brej, Barbós

## Equipo de rodaje
- Guionista: Leonid Gaidái
- Director: Leonid Gaidái
- Operador: Konstantín Brovin
- Dibujante: Konstantín Stepánov
- Compositor: Nikita Bogoslovski